# Instruction assistée par ordinateur
Pour les articles homonymes, voir IAO et CAI.
L'instruction assistée par ordinateur ou IAO (en anglais, computer-assisted instruction ou CAI) est une application de la gestion électronique des documents (GED) au service de l'instruction ou le cas échéant du Ministère public. Ce concept permet de faciliter le travail d'analyse du juge d'instruction pour la  mise en évidence d'éléments fondamentaux issus d'un dossier d'instruction ou pour retrouver des éléments ou des informations, en particulier dans des dossiers contenant plusieurs milliers de pages. 

## Historique
Le logiciel est inventé et développé vers 1996 par un magistrat, Emmanuel Barbe, alors juge au tribunal de Lille, afin de faciliter le traitement des affaires aux dossiers volumineux. 
Devant le succès du logiciel à Lille, le premier système d'IAO est expérimenté à la fin années 1990 par le Ministère de la Justice pour le pôle financier du tribunal de Paris à la suite de différentes grosses affaires comme celle du sang contaminé. Le logiciel a été revu et amélioré par le service informatique du ministère. 
Il sert ensuite pour l'instruction de dossiers comme le tunnel du Mont Blanc, la catastrophe du Concorde ou encore quelques dossiers financiers comme l'affaire Elf Aquitaine ou le dossier du Crédit Lyonnais. Il a également été utilisé pour l'instruction du dossier d'Outreau, au moment du passage devant le Conseil supérieur de la magistrature du juge Burgaud.  
Le logiciel est déployé dans tous les pôles financiers des juridictions françaises. Au début des années 2000, 101 magistrats en étaient dotés ; entre fin 2004 et 2005, les huit pôles de la police judiciaire chargés de la lutte contre la criminalité organisée s'en étaient dotés. Le logiciel a été installé entre 2005 et 2006 dans les cabinets des magistrats instructeurs de toutes les Juridictions interrégionales spécialisées de France. 
Le logiciel n'est plus maintenu par le ministère de la Justice, qui ne l'a remplacé par aucun autre produit équivalent. Chaque CD-ROM gravé par le logiciel a été envoyé en copie aux Archives départementales. 

## Principe
Le logiciel permettait de gérer un dossier judiciaire de différentes manières. Il permettait, déjà, la numérisation de l'ensemble des documents cotés du dossier d'instruction, et disposait d'une fonction de reconnaissance de caractères pour extraire le contenu textuel des documents scannés.
Le logiciel pouvait graver des CD-ROM comportant les images des documents et les fichiers textes issus de la reconnaissance de caractères. Il disposait d'une visionneuse de documents issus des résultats de la recherche, et permettait d'annoter lesdits documents.
Afin d'organiser l'information, il pouvait mettre en relation des informations pertinentes (documents, personnes, faits), offrait la possibilité de recherches par tout type d'entrée (personnes, faits, etc.), et permettait d'éditer des tableaux de synthèses. Il pouvait générer une base documentaire d'instruction par des processus d'indexation plein texte et création d'une base SQL d'analyse métier, constituée par l'analyse faite par le magistrat (ou ses assistants), sous forme structurée, des documents du dossier. L'instruction était assistée par un moteur de recherche.